# Telethon (format televisivo)
Telethon (contrazione di television marathon) è il termine usato per un format televisivo che prevede un evento di raccolta fondi attuato attraverso vari programmi televisivi che si susseguono su un'emittente per ore o giorni.
Nella maggior parte dei casi il presentatore e celebrità ospiti dei programmi fanno appelli alla donazione e si alternano. In alcuni casi, i telethon presentano contenuti relativi alla causa sostenuta, come interviste con beneficiari di beneficenza e servizi giornalistici sui progetti sostenuti. Il termine equivalente per una trasmissione radiofonica è radiothon.
Il primo esempio di telethon fu una maratona televisiva nata nel 1966 negli Stati Uniti d'America su iniziativa del famoso attore Jerry Lewis con il fine di raccogliere fondi per la ricerca sulla distrofia muscolare. Nel corso degli anni il termine è diventato di uso generale e si riferisce ad una qualsiasi trasmissione televisiva della durata di ore, o persino di giorni, mirata alla raccolta di donazioni. 
Il telethon di maggior successo al mondo, per quanto riguarda i fondi raccolti, è la trasmissione di 25 ore nell'Australia occidentale ospitata sul Seven Network a favore dell'ospedale Princess Margaret Children di Perth.
Nel 2020, a causa delle misure di contenimento della pandemia di COVID-19, le convention elettorali del Partito Democratico e del Partito Repubblicano hanno avuto luogo non dal vivo, ma in forma di telethon, con poco o nessun pubblico in presenza.

## Esempi di telethon
- Telethon (Stati Uniti d'America)
- Telethon su Rai (Italia)
- Teletón (Cile)
- Teletón su Televisa (Messico)
- Teleton su SBT (Brasile)